# Gigantione sagamiensis
Gigantione sagamiensis är en kräftdjursart som beskrevs av Sueo M. Shiino 1958. Gigantione sagamiensis ingår i släktet Gigantione och familjen Bopyridae.
Artens utbredningsområde är Moçambique. Inga underarter finns listade i Catalogue of Life.